# Schönberg (bei Thalfang)
Schönberg ist eine Ortsgemeinde in der Nähe von Thalfang im rheinland-pfälzischen Landkreis Bernkastel-Wittlich.  Verwaltungstechnisch gehört Schönberg zur Verbandsgemeinde Thalfang am Erbeskopf.

## Geographie
Schönberg liegt etwa 20 km östlich von Trier und 8 km von der Anschlussstelle  Mehring der A1 entfernt. Der Ort liegt mitten im Hunsrück, dessen höchste Erhebung der Erbeskopf mit 816 m ü. NN ist. Der Erbeskopf ist ca. 6 km Luftlinie vom Ort entfernt. Bei Schönberg fließt die obere Kleine Dhron.

## Geschichte
Schönberg gehörte bis zum Ende des 18. Jahrhunderts zum Amt Maximin im Kurfürstentum Trier und war ein Teil des Hochgerichtsbezirks Detzem. Durch die Wirren der Französischen Revolution kam Schönberg nach 1794 unter französische Herrschaft und wurde 1815 Teil des Königreichs Preußen. Seit 1946 ist Schönberg Teil des Landes Rheinland-Pfalz.

### Einwohnerentwicklung
Die Entwicklung der Einwohnerzahl von Schönberg, die Werte von 1871 bis 1987 beruhen auf Volkszählungen:
| Jahr | Einwohner |
| ---- | --------- |
| 1815 | 269       |
| 1835 | 298       |
| 1871 | 278       |
| 1905 | 275       |
| 1939 | 287       |

| Jahr | Einwohner |
| ---- | --------- |
| 1950 | 254       |
| 1961 | 226       |
| 1970 | 248       |
| 1987 | 242       |
| 2005 | 241       |

## Politik

### Gemeinderat
Der Gemeinderat in Schönberg besteht aus sechs Ratsmitgliedern, die bei der Kommunalwahl am 9. Juni 2024 in einer Mehrheitswahl gewählt wurden, und dem ehrenamtlichen Ortsbürgermeister als Vorsitzendem.

### Bürgermeister
Harald Prümm wurde 2008 Ortsbürgermeister von Schönberg. Bei der Direktwahl am 26. Mai 2019 wurde er mit einem Stimmenanteil von 93,88 % und am 9. Juni 2024 als einziger Bewerber mit 90,4 % jeweils für weitere fünf Jahre in seinem Amt bestätigt.
Prümms Vorgängerin Maja Calustian hatte das Amt bis 2008 ausgeübt.

## Wirtschaft und Infrastruktur

### Infrastruktur
Schönberg ist eine ländliche Wohngemeinde mit Kleingewerbe für den örtlichen Bedarf.

### Verkehr
In der Nähe verläuft die Hunsrückhöhenstraße.

## Sehenswürdigkeiten

### Monolithen

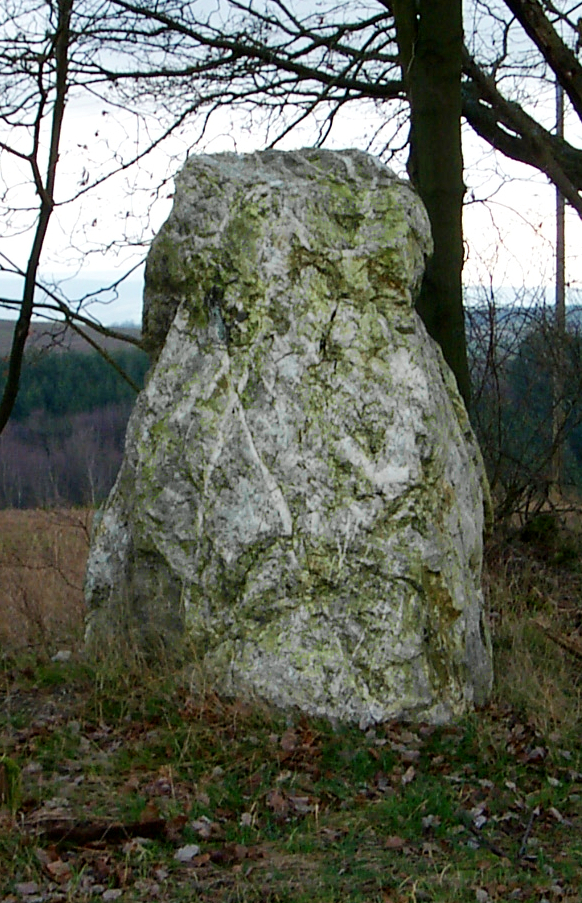
Menhir an der Trafostation (Rückseite)

Auf der Gemarkung der Ortsgemeinde befinden sich an zwei unterschiedlichen Orten aufgestellte Menhire.

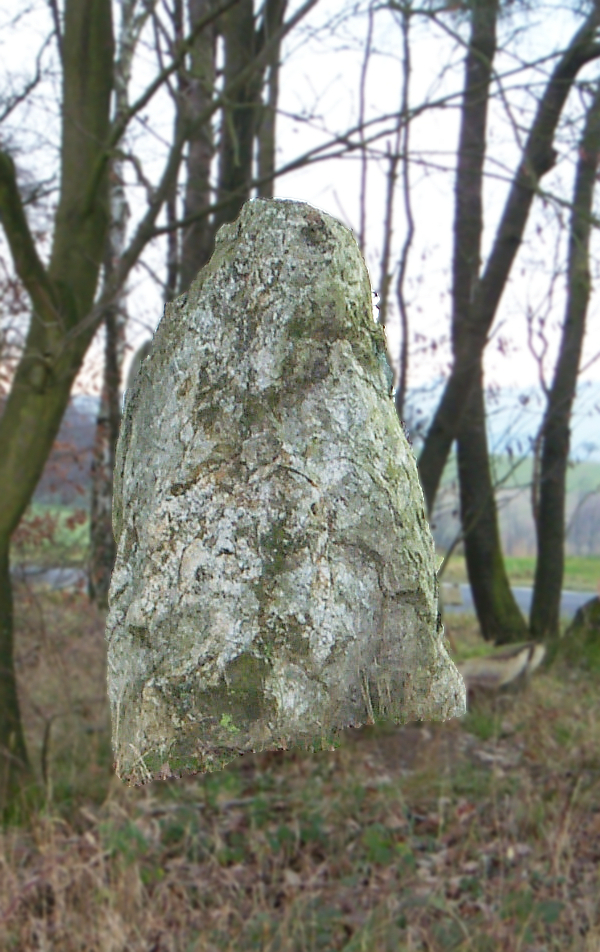
Menhir an der Trafostation

Nördlich des Ortes, unweit der Straße Büdlicherbrück – Talling am Rande des Tales, steht der aus einem Quarzitfindling bestehende Menhir. Der Monolith ist 2,85 Meter hoch, 1,35 Meter breit und 0,95 Meter dick Er verjüngt sich nach oben, ohne in eine Spitze auszulaufen.
Der zweite befindet sich in der Nähe der Trafostation am Rande der Kreisstraße 108 Richtung Schönberg. Er ist 2,85 m lang, 1,30 m breit und 1,10 Meter dick. Nach Regulierungsarbeiten wurde der Stein etwa 50 Meter nördlich der Fundstelle wieder aufgesetzt.
Er steht etwas östlich der Umspannstation bei zwei Bänken.

### Bauwerke
- Liste der Kulturdenkmäler in Schönberg